# غوستافو بايز
غوستافو بايز (بالإسبانية: Gustavo Páez)‏ هو لاعب كرة قدم فنزويلي في مركز الهجوم، ولد في 16 أبريل 1990 في ماردة في فنزويلا. شارك مع منتخب فنزويلا تحت 17 سنة لكرة القدم. أما مع النوادي، فقد لعب مع أليانزا ليما وديبورتيفو لارا ونادي زامورا ونادي كايزر تشيفز.

## وصلات خارجية
- غوستافو بايز على موقع قاعدة بيانات كرة القدم.إي يو (الإنجليزية)
- غوستافو بايز على موقع Soccerway.com (الإنجليزية)